# Andamanci
Andamanci (Mincopi) je naziv za srodne domorodačke etničke sukpine slične Negritosima na Andamanskom otočju. Niskoga su rasta, tamne kože i vunaste kose. Prema novijim autorima srodni su Khoisanima iz južne Afrike; prisutna steatopigija.
Sve do polovice 19. st. Andamanci su bili jedna od najizoliranijih etničkih grupa na svijetu. Predstavljali su jedinu skupinu koja nije znala praviti vatru. Odjeća je oskudna, prakticirala se skarifikacija i tetoviranja. Živjeli su od lova, ribolova i sakupljanja. Glavnina hrane je životinjskog porijekla, riba, svinje, dugong, školjke, kornjačina jaja i korijenje nekih biljaka. Izvorna religija je animizam, pozbaju i neka mitska bića koja na Velikim Andamancima nazivaju Biliku, Tarai, Puluga i Daria,
Nakon što su Britanci na Andamanima sagradili kažnjeničke kolonije, Andamanci su se počeli miješati s indijskim i karenskim doseljenicima.
Dvije skupine - Sentinelci i Jarawe - su ipak uspjele očuvati vlastiti identitet, najčešće odbijajući bilo kakav kontakt s vanjskim svijetom.

## Plrmenske skupine
- Bojigyab (Bojigngiji), nestali
  - A-Pucikwar (Pucikwar), Aka-Bea (Bea), Aka-Kede (Kede), Aka-Kol (Kol), Akar-Bale (Balawa, Bale), Oko-Juwoi (Juwoi).
- Yerewa (Yerwa)
  - Aka-Bo (Bo, Tabo), Aka-Cari (Kari, Aka-Chariar), Aka-Jeru (Jeru, Aka-Jere), Aka-Kora (Kora)
- Öñge-Jarawa
  - Jangil, Jarawa, Öñge, Sentinelci